# Maslovare (Kotor-Varoš)
Maslovare (szerbül: Масловаре), falu Bosznia-Hercegovinában, a Bosanska Krajina keleti részén, Kotor-Varoš községben, a Szerb Köztársaságban. 

## Fekvése
A település Bosznia-Hercegovina északi részén, Banja Lukától légvonalban 35, közúton 50 km-re délkeletre, községközpontjától légvonalban 13, közúton 18 km-re délkeletre, a Kruševica folyó mentén, a Borja-hegység (1077 m) keleti lejtői alatt, 400-418 m tengerszint feletti magasságban található. Északról az Uzlomac (1018 m), keletről a Rađeno Brdo (967 m), nyugatról a Bodnjički Vis lejtői veszik körül, délnyugatról pedig a Kruševica és Vrbanja völgyét a Čemernica – Vlašić vonulat lejtői zárják le. A Bodnjički Vis (641 m) a Kruševica Vrbanja torkolatától a Jezerka torkolatáig emelkedik ugyanabban az anyafolyóban. Modern BHT TV átjátszó van rajta.
A Banjaluka – Kotor-Varoš – Teslić – Matuzići – Doboj főút Maslovarén halad át, ahol az M17-es főút csatlakozik az úthoz. Ebben a helyi közösségben (Obodnikban) van a helyi út Šiprage és Kruševo Brdo felé vezető kijárata. Banja Luka távolsága körülbelül 53 km. Maslovare a település legnagyobb helyi közössége. Számos falut és falut foglal magában, amelyek közül a legnagyobbak: Bodnjik, Borci, Budžak, Dolina, Garići, Gornje Maslovare, Lauš, Obodnik és Raštani. A Kruševica-völgyben mérsékelten kontinentális az éghajlat.

## Népessége
| Nemzetiségi csoport | Népesség 1991 | Népesség 2013 |
| ------------------- | ------------- | ------------- |
| Szerb               | 2208          | 1940          |
| Bosnyák             | 0             | 1             |
| Horvát              | 12            | 2             |
| Jugoszláv           | 35            | 1             |
| Egyéb               | 29            | 21            |
| Összesen            | 2284          | 1965          |

## Története
A Maslovare név (állítólag) a maslo (vaj) és a vāre (a főzni jelentésű vāriti szóból) összevonásával jött létre. Az egyik legenda szerint az egész terület a disznónevelésről és a zsír olvasztásáról volt ismert. A második változat azon a tényen alapszik, hogy Borje és Uzlomac hegységek területén ősidők óta tömegesen neveltek juhnyájat. Az összegyűjtött tejből többek között tejszínt és vajat készítettek, amit bográcsban főztek. A legenda szerint a pásztorok túltöltötték az üstöt, lefeküdtek és fáradtan elaludtak. Az üst felborult, a vaj lefolyt a lejtőn, egészen a völgyig (Kruševica). Ott született Maslovare település.
Maslovare a középkorban osztozott a Donji Kraj többi részének sorsában, majd 1519-ben Kotor várának elestével török kézre került. A szerb lakosságú település 1878-ig tartozott az Oszmán Birodalomhoz, ekkor a berlini kongresszus határozata alapján az Osztrák-Magyar Monarchia része lett. 1879-ben az első osztrák-magyar népszámlálás során a Banja Luka-i járáshoz tartozó településnek 50 háztartása és 490 ortodox lakosa volt.  1910-ben a Kotor Varoš-i járáshoz tartozó településen 78 háztartást, 667 ortodox, 2 római katolikus és 1 muszlim lakost találtak. A barnaszénbányát 1916-ban nyitották meg az osztrák-magyar hatóságok.  Ugyanebben az évben a bánya szükségleteire megnyitották a Banja Luka - Maslovare keskeny nyomtávú vasutat, amelyet orosz nemzetiségű osztrák-magyar hadifoglyok építettek. Megjegyzendő, hogy Borje térségében már régen felfedeztek egy gazdag króm-lelőhelyet, amely azonban soha nem aktiválódott. Az Uzlomac-hegyen mangánércet termeltek ki, Bare-ban pedig földgáz- és olajkutatást is végeztek. Maslovare a bánya működésének köszönhetően felvirágzott, és modern település lett, minden szükséges kényelemmel. Kolonán, a bányatelepülésen és központban villamosenergia-termelő üzem működött, közvilágítást szereltek fel. A kitermelőknek saját üzleteik, henteseik, nyilvános fürdőik, tekepályáik, fűrészüzeteik, borbélyüzleteik voltak. A Sokol Társaság 1930-ban alakult, amely fiatalokat és munkásokat tömörített, a „Prosvjeta” szerb nevelőegyesület pedig a szerb nép kulturális felemelésén dolgozott, és falvakban működtek szekciói. 1935-ben a Sokol Társaság égisze alatt felállították Sándor király emlékművét, amely a második világháborúban elpusztult. A monarchia szétesésével 1918-ban előbb a Szerb-Horvát-Szlovén Királyság, majd 1929-től a Jugoszláv Királyság része lett. 1921-ben 939 lakosa volt, melyből 744 ortodox, 145 római katolikus 34 görög katolikus, 12 muszlim és 4 izraelita volt. Az 1929-es törvény értelmében, amikor Bosznia-Hercegovinát négy banovinára, Drinskára, Vrbaskára, Zetskára és Primorskára osztották, a település a Vrbaska banovina része lett, amelynek székhelye Banja Luka volt. 
Jugoszlávia megszállása után a Független Horvát Állam (NDH) része lett. A második világháború idején Maslovare a partizánok erős fellegvára volt, de a csetnik mozgalom erősebb volt a környező falvakban. Ezért ezt a helyet felváltva partizánok és csetnikek ellenőrizték, egészen az 1945-ös felszabadulásig. A második világháború után 1992-ig a szocialista Jugoszlávia részeként a Bosznia-Hercegovinai Népköztársasághoz tartozott. A háború utáni Jugoszlávia megalakulásával a nagy anyagi és emberi veszteségeket szenvedő Maslovare fejlődése is megakadt, és a bányát is bezárták. A boszniai háborút lezáró daytoni békeszerződést követő területfelosztásnál Kotor-Varoš község részeként a Szerb Köztársaság területéhez került.

## Gazdaság
A faluban több régi, legendás malom található, amelyek az idő pusztítása ellenére is megmaradtak. Mint sok faluban, Maslovareban is a földművelés és az állattenyésztés jelentik a gazdaság fő ágait. A földművelést a hegyvidéki területek kivételével korszerű gépekkel végzik. A faluban termesztett mezőgazdasági növények a következők: kukorica, burgonya, búza, zab és különféle zöldségfélék. A termesztett gyümölcsök között szerepel szilva, körte, alma és dió, Maslovare külünösen cseresznyetermesztéséről is ismert. Manapság egyre több kis magáncég, üzlet nyílik Maslovaréban, így nyugodtan kijelenthető, hogy napról napra egyre kevesebb lakos foglalkozik az állattenyésztés és általában a mezőgazdaság régi munkáival.

## Oktatás
„Petar Petrović Njegoš” Általános Iskola.

## Nevezetességei
- Szent György nagyvértanú tiszteletére szentelt pravoszláv plébániatemploma 1932-1935 között épült szerb-bizánci stílusban, egyhajós épületként.

## Fordítás
- Ez a szócikk részben vagy egészben  a   Maslovare (Kotor-Varoš) című bosnyák Wikipédia-szócikk ezen változatának fordításán alapul.  Az eredeti cikk szerkesztőit annak laptörténete sorolja fel. Ez a jelzés csupán a megfogalmazás eredetét és a szerzői jogokat jelzi, nem szolgál a cikkben szereplő információk forrásmegjelöléseként.
- Ez a szócikk részben vagy egészben  a   Maslovare című horvát Wikipédia-szócikk ezen változatának fordításán alapul.  Az eredeti cikk szerkesztőit annak laptörténete sorolja fel. Ez a jelzés csupán a megfogalmazás eredetét és a szerzői jogokat jelzi, nem szolgál a cikkben szereplő információk forrásmegjelöléseként.